# Rocío García (actriz)
Rocio García (Argentina; 29 de agosto de 1985) es una actriz argentina radicada en México. Es conocida en cine por interpretar al personaje de Jenny en las películas mexicanas de comedia No manches Frida y No manches Frida 2 y en televisión por participar en algunas series y por su personaje de Marisa Lezama en la producción de TV Azteca Tres familias.

## Vida personal
Fue novia del vocalista de la banda chilena Kudai Pablo Holman.

## Filmografía

### Telenovelas
| Año       | Título             | Personaje                 |
| --------- | ------------------ | ------------------------- |
| 2017-2018 | Tres familias      | Marisa Lezama de Mejorada |
| 2017      | Guerra de idolos   | Candelaria                |
| 2009-2010 | Los exitosos Pérez | Angie                     |

#### Series de televisión
| Año  | Título      | Personaje    |
| ---- | ----------- | ------------ |
| 2021 | Diablero    | Malena       |
| 2017 | Blue Demon  | María Fabela |
| 2016 | Juana Inés  | Josefa       |
| 2015 | Sense8      |              |
| 2014 | El mariachi | Vicky        |
| 2007 | El Pantera  | Lolette      |

### Cine
| Año  | Película                    | Personaje           |
| ---- | --------------------------- | ------------------- |
| 2021 | Juega conmigo               | Patricia            |
| 2019 | No manches Frida 2          | Jenny               |
| 2016 | No manches Frida            | Jenny               |
| 2016 | ¿Qué culpa tiene el niño?   | Paulina             |
| 2014 | Cásese quien pueda          | /                   |
| 2012 | El arribo de Conrado Sierra | Josefita del Carmen |
| 2008 | Amor letra por letra        | Maestra de escuela  |